# Lichtburg (Duisburg-Hamborn)

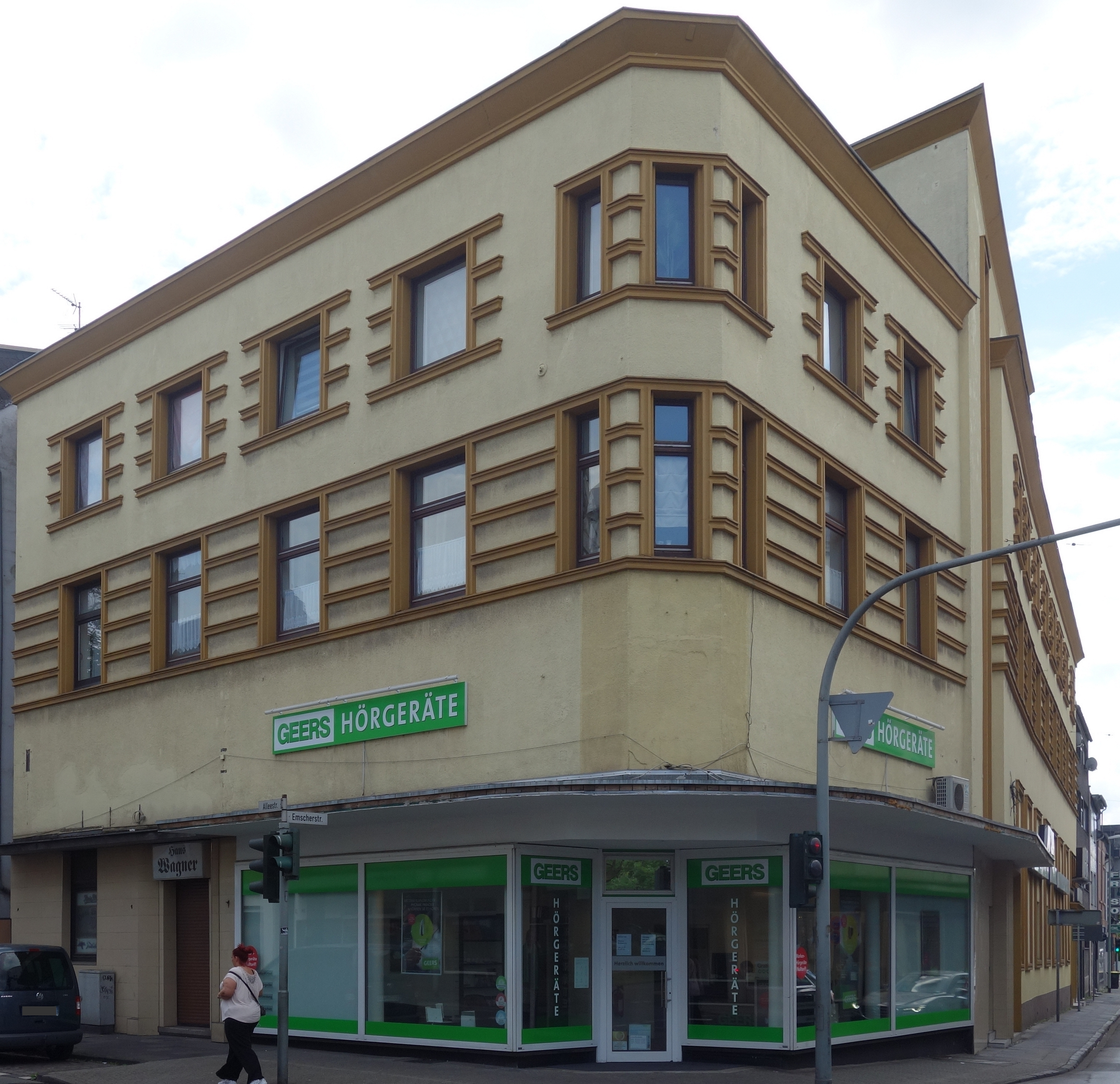
Ehemaliges Kino Lichtburg

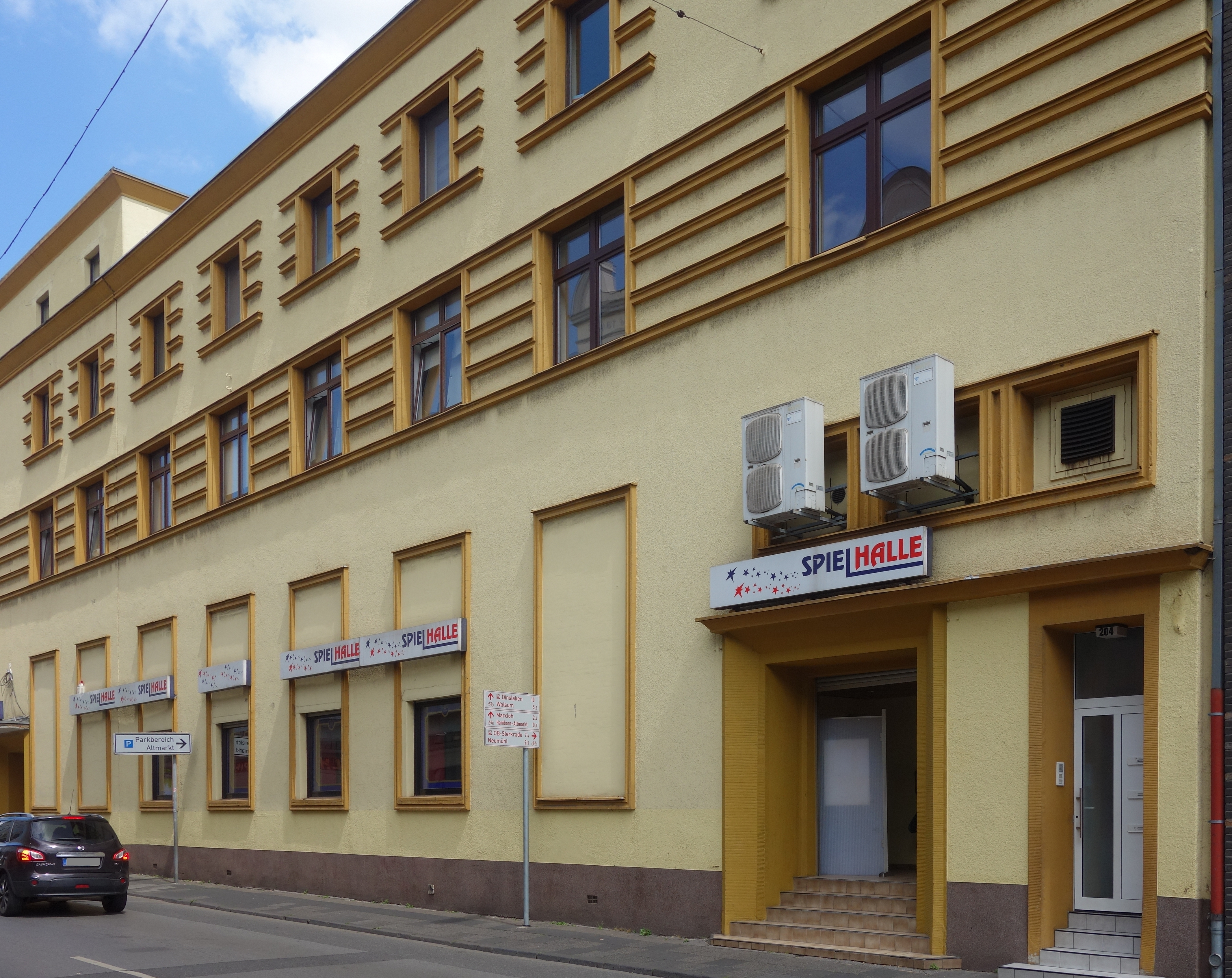
Saalbau an der Emscherstraße

Die Lichtburg ist ein ehemaliges Lichtspielhaus im Stadtbezirk Hamborn der kreisfreien Stadt Duisburg in Nordrhein-Westfalen.

## Geschichte und Architektur
In den Jahren 1926 und 1927 wurde ein zwischen 1898 und 1900 erbautes Wohn- und Geschäftshaus an der Ecke Alleestraße/Emscherstraße im Auftrag des Eigentümers Martin Wagner durch die Architekten Ewald Schnaare und Viktor Czajerek um einen Saalbau an der Emscherstraße erweitert und zu einem Hotel umgebaut. 1928 wurde in dem Gebäudesaal ein Kino mit 345 Sitzplätzen eröffnet, das ab 1937 den Namen Lichtburg trug. Die Anzahl der Sitzplätze betrug 345 im Jahr 1940 und ging bis 1979 auf 285 zurück.
Das mit einem Flachdach versehene Eckgebäude hat ein turmartig überhöhtes Treppenhaus und durch Putzbänder zusammengefasste Fensterzonen.
Mitte der 1980er Jahre wurde das Kino geschlossen.
Heute befinden sich im Erdgeschoss des Eckgebäudes die Filiale einer Hörakustik-Firma und im ehemaligen Saalbau an der Emscherstraße eine Spielhalle.

## Denkmalschutz
Das ehemalige Lichtspielhaus Lichtburg wurde am 28. März 2013 unter der Nummer 646 in die Liste der Baudenkmäler in Duisburg-Hamborn eingetragen.